# Aire d'attraction de Bastia
L'aire d'attraction de Bastia est un zonage d'étude défini par l'Insee pour caractériser l’influence de la commune de Bastia sur les communes environnantes. Publiée en octobre 2020, elle se substitue à l'aire urbaine de Bastia, qui comportait 54 communes dans le zonage de 2010.

### Carte

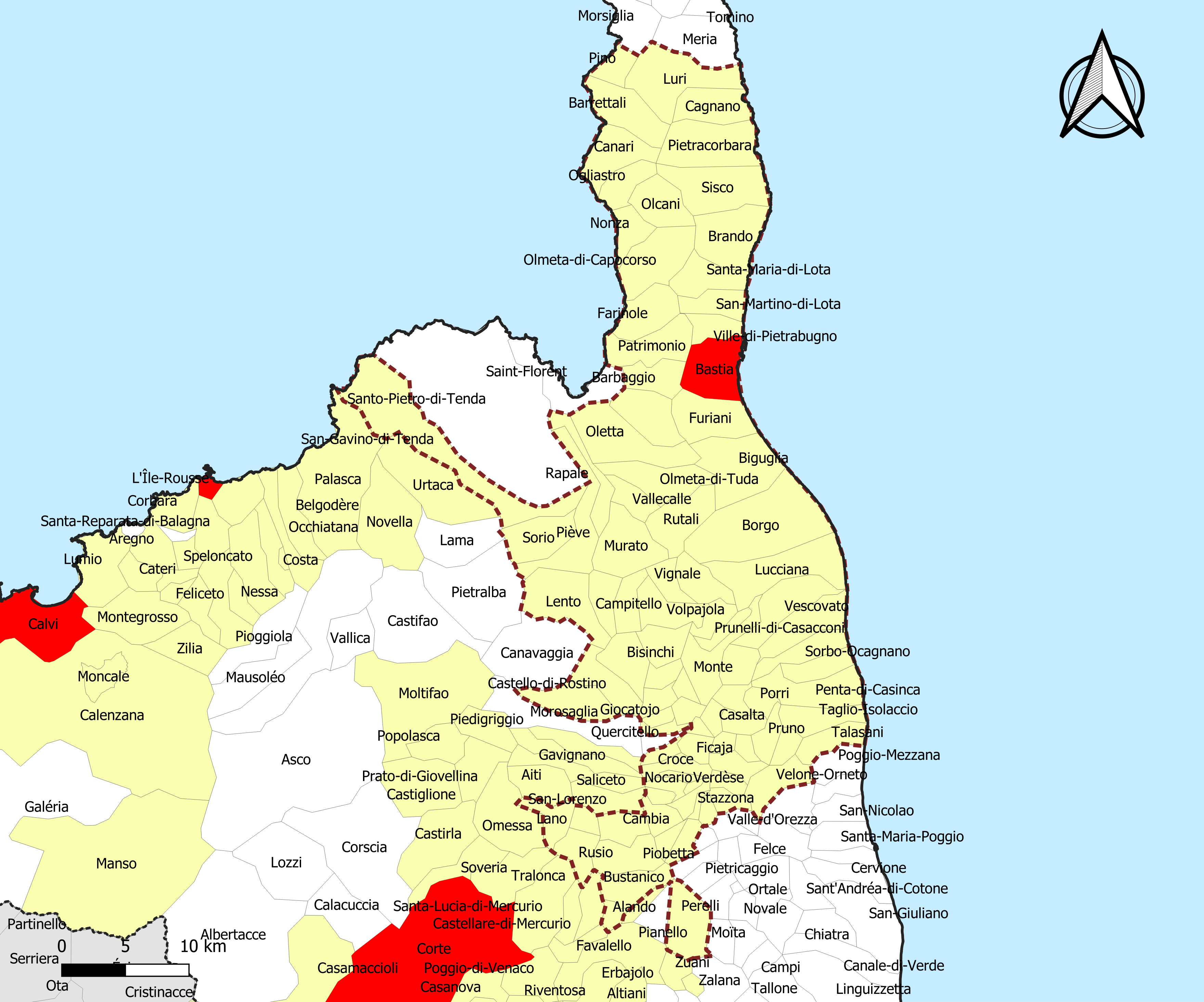
Carte de l'aire d'attraction de Bastia.
Commune-centre
Commune de la couronne

## Définition
L'aire d'attraction d'une ville est composée d’un pôle, défini à partir de critères de population et d’emploi ainsi que d’une couronne constituée des communes dont au moins 15 % des actifs travaillent dans le pôle. Le pôle d’attraction constitue ainsi un point de convergence des déplacements domicile-travail,.

## Géographie
L’aire d'attraction de Bastia est une aire intra-départementale qui comporte 93 communes, en Haute-Corse.

### Composition communale
| Catégorie               | Département | Communes | Communes |
| Catégorie               | Département | Nombre   | Libellé |
| ----------------------- | ----------- | -------- | --- |
| Commune-centre          | Haute-Corse | 1        | Bastia. |
| Communes de la couronne | Haute-Corse | 92       | Alando, Barbaggio, Barrettali, Bigorno, Biguglia, Bisinchi, Borgo, Brando, Bustanico, Cagnano, Cambia, Campana, Campile, Campitello, Canari, Carcheto-Brustico, Carticasi, Casabianca, Casalta, Castellare-di-Casinca, Castello-di-Rostino, Croce, Crocicchia, Érone, Farinole, Ficaja, Furiani, Giocatojo, Lano, Lento, Loreto-di-Casinca, Lucciana, Luri, Monacia-d'Orezza, Monte, Murato, Nocario, Nonza, Ogliastro, Olcani, Oletta, Olmeta-di-Capocorso, Olmeta-di-Tuda, Olmo, Ortiporio, Patrimonio, Penta-Acquatella, Penta-di-Casinca, Pero-Casevecchie, Pianello, Piano, Piazzole, Piedicroce, Piedipartino, Pie-d'Orezza, Pietracorbara, Piève, Pino, Poggio-d'Oletta, Poggio-Marinaccio, Polveroso, Porri, La Porta, Prunelli-di-Casacconi, Pruno, Rapaggio, Rapale, Rusio, Rutali, Scata, Scolca, Silvareccio, Sisco, Sorbo-Ocagnano, Sorio, Stazzona, San-Damiano, San-Gavino-d'Ampugnani, San-Gavino-di-Tenda, San-Martino-di-Lota, Santa-Maria-di-Lota, Taglio-Isolaccio, Talasani, Vallecalle, Valle-di-Rostino, Velone-Orneto, Venzolasca, Verdèse, Vescovato, Vignale, Ville-di-Pietrabugno, Volpajola. |

## Démographie
L'aire de Bastia compte 111 603 habitants (2018) et est donc catégorisée dans les aires de 50 000 à moins de 200 000 habitants, une catégorie regroupant 18,4 % de la population au niveau national,.